# 仁科盛房
仁科 盛房（にしな もりふさ）は、南北朝時代から室町時代にかけての信濃国の国人領主。安曇郡の有力豪族・仁科家当主である。大塔合戦において信濃国人衆の中心的存在となり、大文字一揆を率いて活動した。

## 概要
仁科氏は、古くは奈良時代より安曇郡（現在の長野県安曇野市、大町市、北安曇郡）に盤踞して勢力を拡大した有力豪族であった。
応永7年（1400年）、信濃国守護・小笠原長秀と信濃国人衆の間で大塔合戦が起こると、盛房らは国人一揆「大文字一揆衆」を結成して守護に対抗した。一部国人は小笠原勢との和睦を試みるが、村上・仁科らは小笠原を「古敵当敵」として和睦に応じなかった。
小笠原軍は塩崎城に向かう途上で国人軍勢に撃破され、長秀は百余騎の軍勢と共に逃走。守護軍は多くが取り残される状態となり、「大塔の古城」に入って籠城戦に出た（大塔の古城所在地については諸説あり）。
盛房は、子の盛光と共に麾下の「矢口将監、野口、沢渡、千国、耳塚、戸度呂木（等々力）」ら安曇郡の国人衆を率いて城を包囲し、搦手に陣取って城より出撃した守護軍勢と対峙した。この配下勢の中には中条氏の名も含まれており、このことから盛房の勢力は中条村付近にまで影響を及ぼしていたと考察される。
「大塔物語」によれば出撃してきた敵軍の猛将・坂西長国と半刻ほど一騎打ちを繰り広げたという。この逸話の真偽は不明だが、この記述から、長国に対する一騎打ちの相手に選ばれている盛房は、国人衆軍勢の中心的人物であったと推測される。
盛房はその後、大軍で以て長国らを攻め立て、10月18日の寅の刻（午前3時～5時）頃には長国以下の守護勢三百余騎を悉く討ち取り、勝利を収めた。
一連の合戦後、信濃国は大小国人勢力の連携や闘争による乱国状態がつづくこととなり、仁科氏も穂高地方や筑摩郡北部にたびたび進出し、武田晴信による信濃平定まで安曇郡一帯に勢力を振るった。